# 岡田龍松
岡田 龍松（おかだ りゅうまつ、1841年（天保10年10月） - 1913年（大正2年）7月2日）は、日本の政治家、衆議院議員（2期）。

## 経歴
越後国魚沼郡中条村(のち新潟県中魚沼郡中条村、現・十日町市)出身。1872年、柏崎県第5区副戸長、1875年、新潟県第12大区長、1879年、中魚沼郡長、1881年、新潟県会議員、徴兵参事員、1897年、中魚沼郡会議員となり、議長代理となる。
1898年3月の第5回衆議院議員総選挙において新潟7区から進歩党公認で立候補して初当選する。8月の第6回衆議院議員総選挙では憲政本党公認で立候補して再選する。1902年の第7回衆議院議員総選挙は不出馬。1913年に死去した。

## 家族
- 次男：岡田正平 - 公選初代新潟県知事
- 三男：岡田紅陽（岡田賢治郎） - 写真家[5]。